# میرباقر عیسی‌اف
میرباقر عیسی‌اف (انگلیسی: Mirbağır İsayev؛ زادهٔ ۱۳ مارس ۱۹۷۴) بازیکن فوتبال اهل جمهوری آذربایجان است.
از باشگاه‌هایی که در آن بازی کرده‌است می‌توان به باشگاه فوتبال قره‌باغ و باشگاه فوتبال نفتچی باکو اشاره کرد.
وی همچنین در تیم ملی فوتبال جمهوری آذربایجان بازی کرده‌است.